# هارباجان سينغ فيدي
هارباجان سينغ فيدي (28 فبراير 1947 - 24 أغسطس 2013) ملياردير هندي مقيم في الكويت وهو الأشخاص الرئيسيون المخولون بالإجلاء الجوي الآمن لـ 170,000 هندي من الكويت خلال غزو الكويت عام 1990 في أكبر عملية إجلاء لمدنيين في التاريخ.
فيدي وماثوني ماثيوز وأشخاص آخرين كثيرين من الهند في الكويت تم إجلائهم وساعد هارباجان سينغ فيدي في تحطيم الرقم القياسي العالمي.

## الفيلم
يستند فلم جسر جوي ، من إخراج راجا مينون على الإجلاء في هذه القصة الحقيقية. بمساعدتهم نفذت رحلة نقل الهنود من الكويت في عام 1990 من 13 أغسطس إلى 11 أكتوبر 1990 بعد غزو الكويت. ذكرت صحيفة تايمز أوف إينديا أن رجل الأعمال الماليالي المقيم في الكويت ماثوني ماثيوز (المعروف أيضا باسم تويوتا صني) المدعوم على النحو الواجب من قبل هارباجان سينغ فيدي بلعب دوراً ممتازاً في تنسيق عملية الإجلاء من خلال مقابلة السفير الهندي في بغداد والإشراف على نقل الآلاف من الهنود إلى عمان عبر بغداد بالحافلة بعد التوصل إلى اتفاق مع شركات النقل العراقية والسلطات الهندية والأمم المتحدة.

## الرقم القياسي
طيران الهند دخل موسوعة غينيس للأرقام القياسية العالمية لعدد الناس الذين تم إجلاؤهم من قبل طائرة مدنية نتيجة لهذا الجهد. نفذت العملية خلال حرب الخليج الثانية عام 1990 لاجلاء المغتربين الهنود من الكويت والعراق. يعتقد أنه أكبر إجلاء مدني في التاريخ. كما ساعد الهنود المقيمون في الكويت في جهود الإجلاء.